# كاليكستو بيريز
كاليكستو بيريز (بالإسبانية: Calixto Pérez) (مواليد 10 أكتوبر 1949) هو ملاكم كولومبي، مثّل بلاده في الألعاب الأولمبية الصيفية 1972.

## روابط خارجية
كاليكستو بيريز على موقع بوكس ريك (الإنجليزية) (registration required)
- كاليكستو بيريز على موقع أوليمبيديا (الإنجليزية)